# Germaine Richier
Germaine Richier (16. září 1902 Grans, Kanton Salon-de-Provence – 31. července 1959 Montpellier) byla francouzská sochařka a grafička. Patří k zakladatelské generaci poválečného moderního sochařství.

## Život
Germaine Richier se narodila ve vinařské rodině a proti vůli svých rodičů začala roku 1921 studovat sochařství na École des Beaux-Arts v Montpellier, v ateliéru Louis Jacques Guigese. V roce 1926 se přestěhovala do Paříže, kde ji na doporučení architekta Henri Faviera přijal do svého soukromého ateliéru Émile-Antoine Bourdelle. V Paříži se seznámila s Alberto Giacomettim, Césarem Baldaccinim se dvěma švýcarskými absolventy Académie de la Grande Chaumière, kteří byli Bourdellovými asistenty, Arnoldem Geissbuhlerem a Otto Bänningerem. U Bourdella studovala až do jeho smrti roku 1929 a provdala se pak za Otto Bänningera.
Roku 1934 měla svou první autorskou výstavu v pařížské galerii Max Kaganovitch.
Během války pobývala střídavě v Provence a ve Švýcarsku, kde se setkala s Marino Marinim a Fritzem Wotrubou a společně s nimi vystavovala v Basileji roku 1944. V roce 1946 se sama vrátila do Paříže a později se rozvedla (1952) a znovu provdala za básníka a uměleckého kritika René de Solier (1954).
Její poválečná výstava v Anglo-French Art Centre v Londýně (1947) ovlivnila celou generaci mladých britských sochařů (Edouardo Paolozzi, Reg Butler, Lynn Chadwick).
Roku 1956 měla autorskou výstavu v Musée National d´Art Moderne v Paříži a ve stejném roce se ze zdravotních důvodů přestěhovala do Antibes. Zemřela předčasně na rakovinu během příprav na svou velkou retrospektivní výstavu v Château Grimaldi v Antibes roku 1959.

### Ocenění
- 1936 Cena Nadace Florence Blumenthal (Prix Blumenthal)
- 1937 Cena na Světové výstavě v Paříži
- 1951 Cena za sochařství, São Paulo Bienale

### Dílo

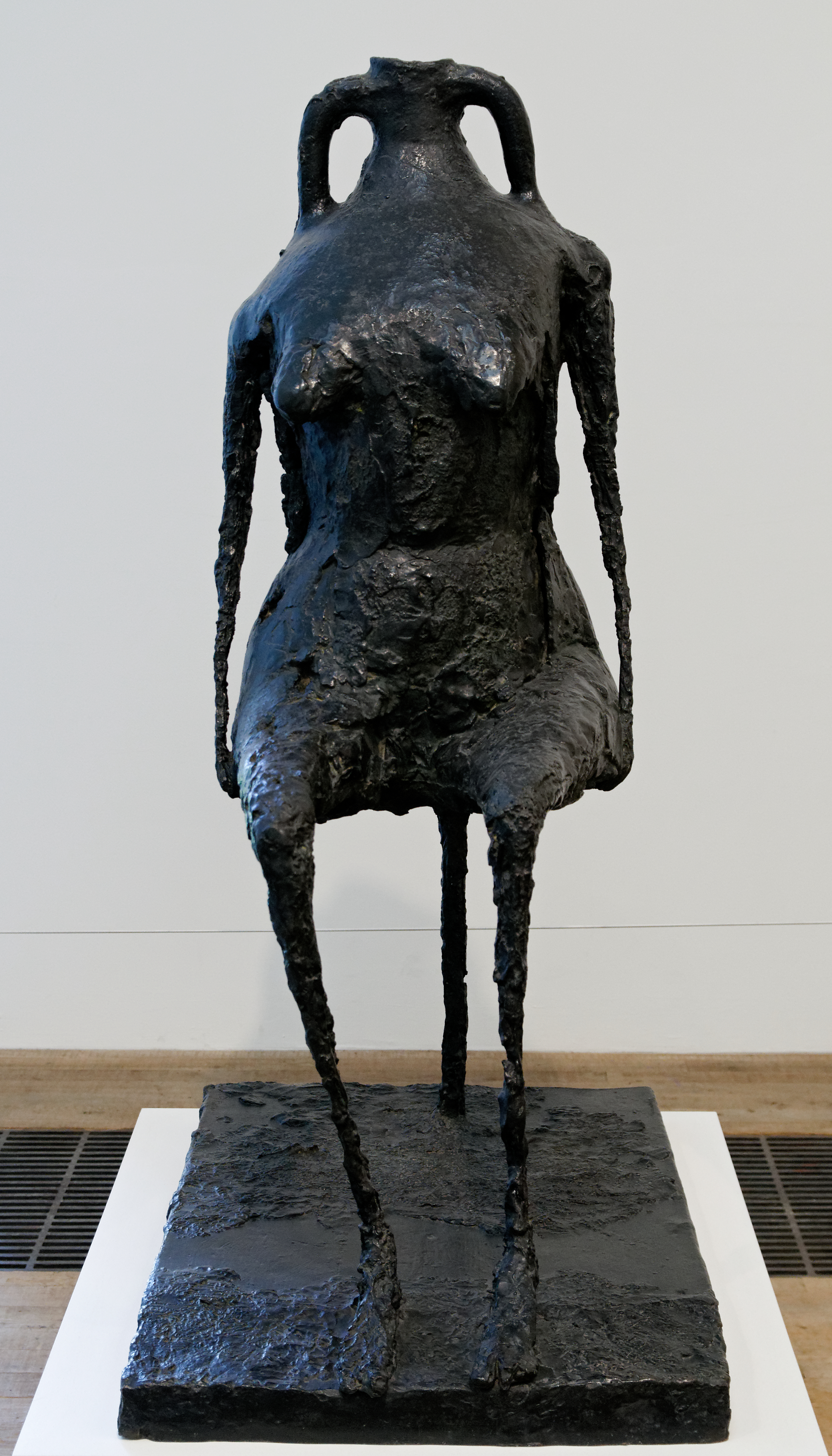
Germaine Richier, Voda (1953-4), Tate Modern

Germaine Richier měla klasické školení v modelaci a sekání v kameni a až do 40. let se zabývala portrétní tvorbou (La Chinoise, buste, 1939). Pro její další dílo měla formativní význam návštěva Pompejí roku 1935.
Od poloviny 40. let vytvářela hybridní formy lidských figur a hmyzu, zvířat, rostlin, předmětů a prvků neživé přírody, kterými rychle získala mezinárodní uznání (La Mante, grande, 1946) V sochách se prolínají lidské tvary např. s amforou, která symbolizuje vodu (L'Eau, 1953-4) nebo jsou končetiny figury nepřirozeně ztenčené a připomínají hmyz (Femme sauterelle, 1946). Některé plastiky tvořila jako pavučinové struktury z drátů (La Chauve-souris, 1946).

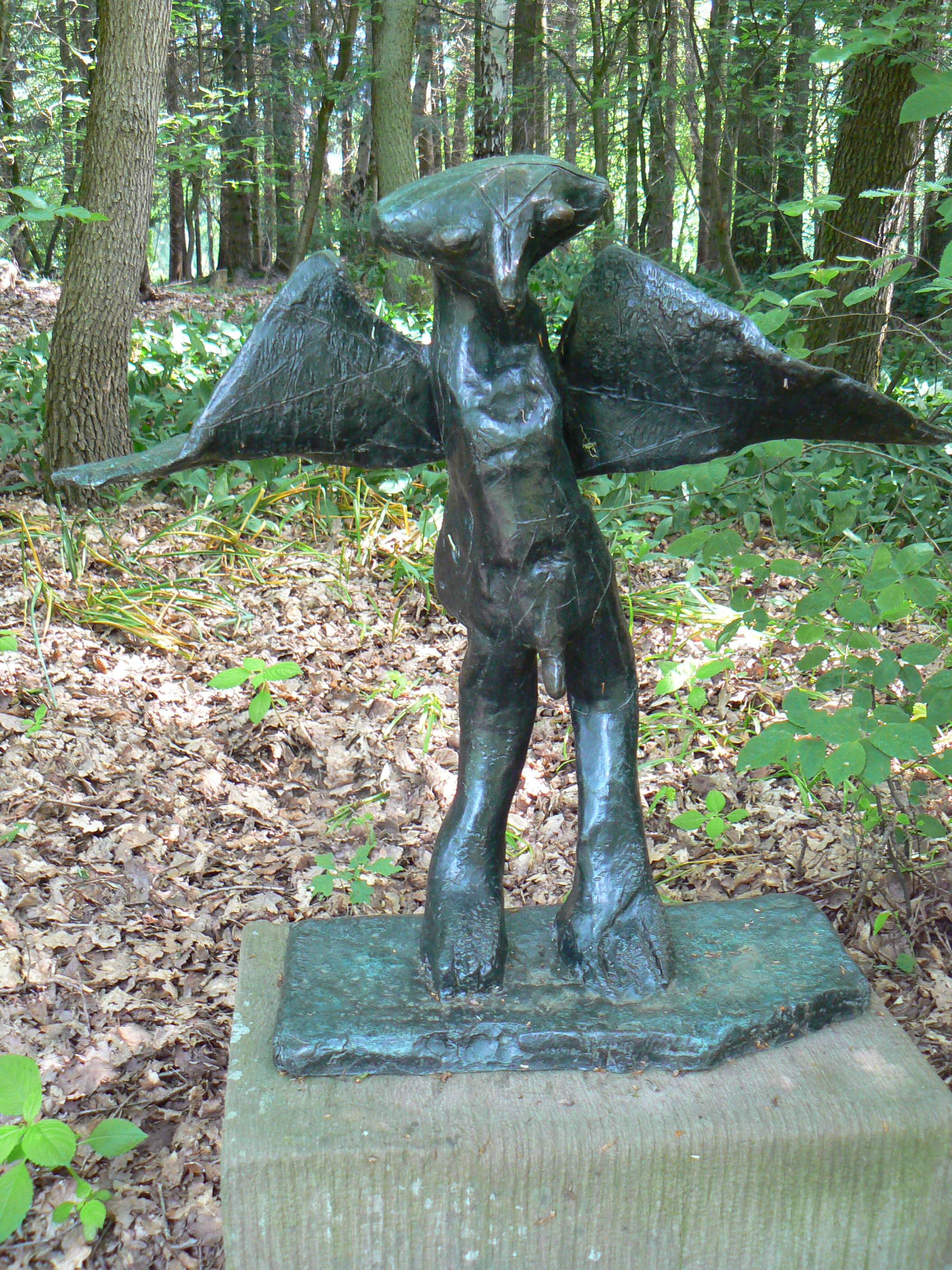
Germaine Richier, Le grand homme de la nuit (1954/5)

Od roku 1947, kdy v Londýně vystavovala společně s grafikem Rogerem Lacouriére, se začala zabývat také grafikou. Po prvních suchých jehlách experimentovala s akvatintou a leptem a vytvářela série tisků, v nichž postupně obměňovala motiv dalším leptáním. (A la gloire de la main, 1949)
Roku 1949 vzbudila kontroverzi svou sochou Krista pro nově budovaný kostel Église Notre-Dame-de-Grâce-Toute v Passy. Její Kristus byl bez tváře, s expresivně modelovaným tělem, ruce a nohy splynuly s redukovaným křížem umístěným volně v prostoru.  Sochařka se obhajovala tím, že Bůh je pouze spirituálním symbolem a žádnou tvář nemá. Socha byla po protestu náboženských fundamentalistů zásahem biskupa odstraněna a na místo se vrátila až roku 1971.
Roku 1952 požádala Richier malíře Hanse Hartunga a Marii Vieira da Silva aby namalovali barevné pozadí pro její bronzové komorní plastiky (La Ville, La Toupie). Sochařka zvažovala užití barevných skel a koncem 50. let kolorovala sama některé své sádrové sochy (L’Echiquier, 1959).

### Známá díla (výběr)
- 1946 La Forêt, 120 x 29 x 15 cm, musée Picasso à Antibes
- 1947-48 L'orage, Centre Pompidou, Paříž
- 1948-49 L'ouragane, Centre Pompidou, Paříž
- 1950 Le Christ d'Assy, église du Plateau d'Assy
- 1953 Tauromachie, Guggenheim museum, New York[6]
- 1953-54 L'eau, Centre Pompidou, Paříž
- 1954 L'Homme de la nuit, grand
- 1959 L'Echiquier, grand, Jardin des Tuileries, Paříž

### Zastoupení ve sbírkách (výběr)
- Tate Gallery
- Walker Art Center, Minneapolis
- Musée National d'Art Moderne, Paris
- Louisiana Museum of Modern Art
- Humlebaek Denmark
- Kunstmuseum Bern
- Peggy Guggenheim Collection, Venice

### Výstavy (výběr)
- 1934 Galerie Max Kaganovitch, Paříž
- 1937 European women artists, Musée du Jeu de Paume, Paříž
- 1944 Kunstmuseum Basel (společně s Arnold d’Altri, Marino Marini, Fritz Wotruba)
- 1948 Germaine Richier, Galerie Maeght, Paříž
- 1948 Galerie d’Art Moderne in Basel (s Jean Arp, Henri Laurens)
- 1948–1952 Biennale di Venezia
- 1956 Germaine Richier, retrospektiva, Musée National d’Art Moderne, Paris
- 1957 Germaine Richier, Martha Jackson Gallery, New York
- 1958 Germaine Richier, American museum at the Walker Art Center in Minneapolis
- 1959 Germaine Richier, Musée Grimaldi, Château d’Antibes
- 1959, 1964 Documenta, Kassel
- 1997 Germaine Richier, Retrospektivní výstava, berlínská Akademie umění
- 2013/2014 Germaine Richier, Retrospektiva, Kunstmuseum Bern[7]
- 2014 Germaine Richier, Dominique Lévy and Galerie Perrotin, New York